# Ocnus vicarius
Ocnus vicarius is een zeekomkommer uit de familie Cucumariidae.
De wetenschappelijke naam van de soort werd in 1883 gepubliceerd door Francis Jeffrey Bell.